# Sandy Cowan
Alexander "Sandy" Cowan (født 5. februar 1879, død 8. januar 1915) var en canadisk lacrossespiller, som deltog OL 1904 i St. Louis.
Cowan spillede egentlig lacrosse i sin hjemprovins, British Columbia, men da Shamrock Lacrosse Team fra Winnipeg skulle deltage ved OL 1904, kom han med her som gæstedeltager. Fire hold var meldt til turneringen ved OL, to canadiske og to amerikanske, men det amerikanske hold fra Brooklyn Crescents blev udelukket, da de havde betalte spillere på holdet. Shamrock-holdet gik direkte i finalen, hvor de mødte det amerikanske hold fra St. Louis Amateur Athletic Association. Shamrock vandt kampen klart med 8-2.
Efter sin aktive karriere, som han afsluttede i 1911, blev han dommer i sin sport.